# 伊哈利亚
伊哈利亚（希臘語：Οιχαλία）是希腊伯罗奔尼撒大区麦西尼亚专区的市镇，行政中心为迈利加拉斯镇。市镇面积为415.4平方公里，2021年人口数量为8,504人。
现今范围的市镇设立于2011年地方政府改革中，由原5个市镇合并而成，原市镇则成为新市镇的5个市区。伊哈利亚市区（即原伊哈利亚市镇）的面积为59.060平方公里，2023年人口数量为1,765人。